# Som (sous-marin)
Pour les articles homonymes, voir Som (homonymie).
 (avril 2023).
Si vous disposez d'ouvrages ou d'articles de référence ou si vous connaissez des sites web de qualité traitant du thème abordé ici, merci de compléter l'article en donnant les références utiles à sa vérifiabilité et en les liant à la section « Notes et références ».

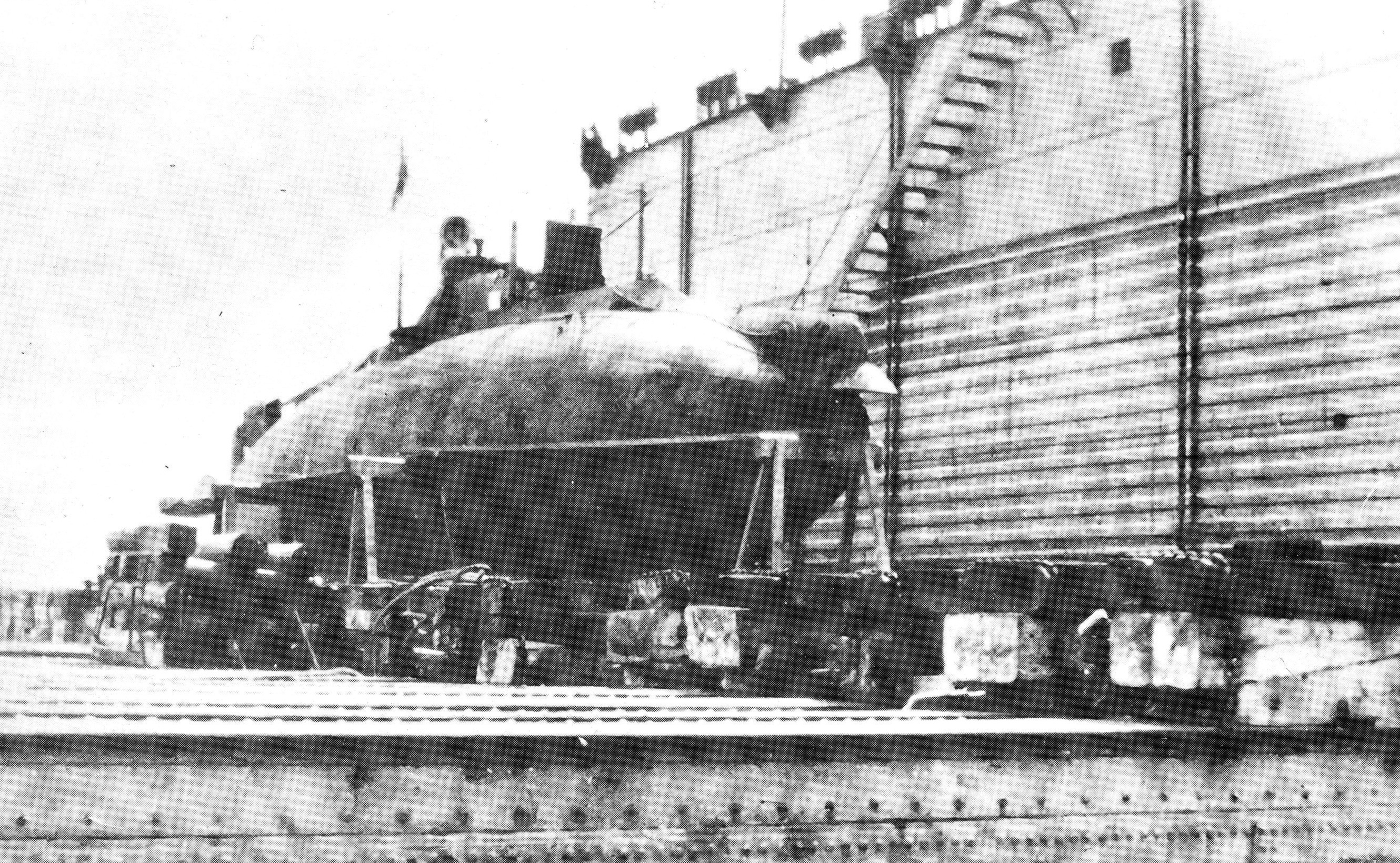
La construction du Fulton.

Le Som (russe : Сомъ, en français : silure) est un sous-marin de la marine impériale russe, prototype de la classe Som.

## Histoire
En 1901 le chantier naval Electric Boat de Groton construit, d'après les plans de John Philip Holland, le Fulton, prototype de la Classe Plunger (Holland-VII). Le sous-marin doit son nom à l’ingénieur Robert Fulton. Holland proposa son sous-marin à diverses marines étrangères, entre autres à la marine impériale russe. Malgré un avis initialement défavorable de la part d'un officier russe, la confrontation croissante avec le Japon en Extrême-Orient poussa l’amirauté de Saint-Pétersbourg à vouloir renforcer sa flotte et ainsi à acquérir le Fulton. Il fut démonté et expédié à Kronstadt où on le réassembla. Le 29 juin 1904 le sous-marin fut remis à l’eau, sous le nom de Som.[réf. nécessaire]

## Engagement

### Guerre russo-japonaise
Après le déclenchement de la guerre russo-japonaise le Som est transféré par le Transsibérien à Vladivostok et affecté à la flottille d’Extrême-Orient. Mis à l’eau début février 1905, le sous-marin n’est réellement opérationnel qu’en avril, ayant dû attendre plusieurs mois la livraison de 75 torpilles commandées à Berlin à l’usine Schwartzkopff.[réf. nécessaire]
Le 28 avril 1905, il y avait dans la baie de Préobrajénié trois sous-marins, le Som, le Delphine (ru) et le Kassatka (ru). Le Som était un peu en retrait des deux autres, et découvrit deux destroyers japonais.  Lors de la plongée pour lancer l'attaque, le Som a été découvert et a été tiré dessus par l'un des destroyers, mais il n'y a eu aucun impact sur le sous-marin. Après avoir plongé à une profondeur de 12 mètres, le Som commença à manœuvrer pour passer à l'attaque. Levant le périscope quelques minutes après, le commandant s'aperçut que les destroyers partaient. Le Som souhaita les pourchasser, mais à cause d'un brouillard qui apparut, il ne put les voir et donc les attaquer. Cet évènement fut le premier usage d'un sous-marin dans la marine russe,.

### Première Guerre mondiale
De décembre 1914 à juillet 1915 le Som faisait partie de la flotte de la mer Noire avant d’être transféré dans la flotte de la Baltique. Le 10 mai 1916 le Som entre en collision avec le vapeur suédois Ångermanland et coule dans la mer d'Åland.

## Épave
Des plongeurs du groupe de chercheurs d’épaves Ocean X-team découvrent l’épave d’un sous-marin qui pourrait être le Som. La découverte est annoncée le 27 juillet 2015.